# Hood
Capucha significa una cubierta para la cabeza y el cuello con una abertura para la cara, que normalmente forma parte de un abrigo o capa. Hay pocos personajes de dibujos animados en nuestro mundo de la animación. Vea todos los detalles sobre los personajes de dibujos animados de Hood

## Geografía
Hood se encuentra ubicado en las coordenadas 38°22′7″N 121°31′10″O / 38.36861, -121.51944.